# Гиезий
Гиези́й (др.-евр. גיחזי‬ Гехази) — персонаж Четвёртой книги Царств, слуга пророка Елисея.

## Библейское повествование
Впервые Гиезий упоминается в 4 главе 4-й книги Царств как слуга Елисея. Ему пророк поручает исцеление сына Сонамитянки, для чего даёт свой посох. Однако Гиезий не справляется с этим заданием (4Цар. 4). В следующей главе описывается, как пророк исцелил сирийского военачальника Неемана от проказы, после чего тот был готов щедро вознаградить, однако Елисей отказался от денег. Тогда Гиезий решил обманом получить деньги, для чего обманул сирийца, выдав свои пожелания за волю человека Божия. Полученные дары слуга спрятал (4Цар. 5:20-24). Потом Елисей спросил Гиезия, куда тот ходил. Тогда слуга попытался обмануть и его. За это Елисей наказал Гиезия проказой, которой прежде болел Нееман (4Цар. 5:25-27).
Последний раз Гиезий упоминается в 8-й главе, когда подтверждает царю (не уточняется какому) чудо, совершившееся по слову Елисея с сыном Сонамитянки (4Цар. 8:4-5).

## Раввинистическая интерпретация
В трактате Санхедрин Гиезий упомянут среди четырёх простолюдинов, которые не имеют доли в грядущем мире (Олам хаба) из-за своего нечестия (Санг., X. 2), трое других: Ахитофел, Валаам и Доик.

## Упоминание в культуре
В 1915 году Редьярдом Киплингом написано сатирическое стихотворение «Гиезий», в котором незадачливый слуга стремится с помощью золота Неемана стать судьёй в Израиле. Как считается, оно направлено против политика Руфуса Айзекса.